# Пастора Солер
Пилар Санћес Луке (шп. Pilar Sánchez Luque; Севиља 27. септембар 1978), позната као Пастора Солер, шпанска је певачица и текстописац. У њеним пјесмама преплићу се различити жанрови као што су фламенко и копла у комбинацији са поп музиком.
Солер је представљала Шпанију на Песми Евровизије 2012. године, са пјесмом Quedate Conmigo, са којом је завршила на десетом мјесту у финалној вечери.